# Джон Баримор
Джон Баримор (на английски: John Barrymore) е американски актьор. 

## Биография
Роден е на 15 февруари 1882, Филаделфия, Пенсилвания, САЩ. Той е от прочутото семейство Баримор, легенда на американското кино, син е на Джорджиана Баримор и Морис Баримор и брат на Лайнъл Баримор и Етъл Баримор, дядо е на Дрю Баримор. Гастролира във Великобритания и Австралия. Снима се и във филми. От 1960 г. има звезда на Холивудската алея на славата.
Умира на 29 май 1942, Лос Анджелис, Калифорния, САЩ.

## Роли
- Федя Протасов – „Живият труп“ – Лев Толстой;
- Хамлет – „Хамлет“ - Шекспир;
- Ричард III  – "Ричард III" – Шекспир;
- Шерлок Холмс – „Шерлок Холмс“;
- Капитан Ашаб – „Моби Дик“;
- Меркуцио – „Ромео и Жулиета“ и др.

## Избрана филмография
| Година | Филм            | Оригинално заглавие | Роля                     | Режисьор       |
| ------ | --------------- | ------------------- | ------------------------ | -------------- |
| 1932   | Молба за развод | Bill of Divorcement | Хилари Феърфийлд         | Джордж Кюкор   |
| 1932   | Гранд Хотел     | Grand Hotel         | Барон Феликс фон Гайгерн | Едмънд Гулдинг |